# Nguyễn Ngọc Trường Sơn
Dans ce nom vietnamien, le nom de famille, Nguyễn, précède le nom personnel.
Nguyễn Ngọc Trường Sơn est un grand maître international d'échecs vietnamien né le 23 février 1990. Il a obtenu sa dernière norme de grand maître à 14 ans et 10 mois, en décembre 2004 (titre décerné officiellement au début 2005).
Au 1er août 2014, il a un classement Elo de 2 634, ce qui fait de lui le numéro 2 vietnamien et le 18e joueur asiatique. Son record est de 2 665 points au 1er novembre 2011.

## Olympiades
En 2014, il participe à l'Olympiade d'échecs de 2014 à Tromsø dans l'équipe représentant le Viêt Nam qui termine 27e. Il y gagne la médaille d'or du deuxième échiquier.
En 2018, il remporta à nouveau la médaille d'or du deuxième échiquier avec la même marque (8,5 points sur 11) à l'olympiade de Batoumi. L'équipe du Vietnam finit septième de la compétition.

## Palmarès
- Septembre 2009 : vainqueur du championnat open de Kuala Lumpur (Malaisie)[5]
- Juillet 2010 : premier ex æquo au festival d'échecs de Bienne, il s'incline au départage face à Fabiano Caruana[6].
- 2011 : médaille de bronze (troisième) du championnat d'Asie d'échecs.

## Coupes du monde
| Année | Lieu            | Résultat      | Ultime adversaire    | Adversaires battus |
| ----- | --------------- | ------------- | -------------------- | ------------------ |
| 2007  | Khanty-Mansiïsk | premier tour  | Loek van Wely        |                    |
| 2009  | Khanty-Mansiïsk | non qualifié  |                      |                    |
| 2011  | Khanty-Mansiïsk | deuxième tour | Peter Svidler        | Li Chao            |
| 2013  | Tromsø          | deuxième tour | Dmitri Andreïkine    | Vladimir Akopian   |
| 2015  | Bakou           | deuxième tour | Ievgueni Tomachevski | Robert Kempiński   |
| 2017  | Tbilissi        | premier tour  | Baskaran Adhiban     |                    |
| 2019  | Khanty-Mansiïsk | premier tour  | Kirill Alekseïenko   |                    |